# Katalin Honti
Katalin Honti (ur. 24 sierpnia 1987 w Sopronie) – węgierska koszykarka, reprezentantka kraju, występująca na pozycji rzucającej, po zakończeniu kariery zawodniczej trenerka koszykarska.

## Osiągnięcia
Stan na 29 kwietnia 2023, na podstawie, o ile nie zaznaczono inaczej.

### Drużynowe
- Mistrzyni:
  - Euroligi (2012)
  - Hiszpanii (2012)[3]
  - Włoch (2014, 2015)[4][5]
  - Węgier (2007–2009, 2011, 2016)[6][7][8][9][10]
- Wicemistrzyni:
  - Hiszpanii (2013)[11]
  - Węgier (2005, 2006, 2010)[12][13]
- Brązowa medalistka mistrzostw Węgier (2003, 2004)
- 4. miejsce w Eurolidze (2009, 2019)
- Zdobywczyni:
  - pucharu:
    - Hiszpanii (2013)[11]
    - Włoch (2014, 2015)[4][5]
    - Węgier (2007, 2008, 2011)[6][7]

  - Superpucharu Włoch (2013, 2014)[4][5]
- Finalistka pucharu:
  - Hiszpanii (2012)
  - Węgier (2004, 2006, 2009, 2010)[8][13]
- Uczestniczka międzynarodowych rozgrywek Euroligi (2002–2016, 2018/2019)

### Indywidualne
(* – nagrody przyznane przez portal eurobasket.com)
- MVP meczu gwiazd ligi węgierskiej (2008)[7]
- Najlepsza zawodniczka, występująca na pozycji obronnej (2010)*[13]
- Zaliczona do*:
  - I składu:
    - ligi węgierskiej (2010)[13]
    - zawodniczek krajowych ligi węgierskiej (2010)[13]
    - defensywnego ligi węgierskiej (2008, 2010)[7][13]

  - składu honorable mention ligi hiszpańskiej (2013)[11]
- Uczestniczka meczu gwiazd ligi węgierskiej (2008)[7]

### Reprezentacja
Seniorska
- Uczestniczka:
  - mistrzostw Europy (2009 – 13. miejsce, 2015 – 17. miejsce)
  - kwalifikacji do Eurobasketu (2007, 2009, 2011, 2013)

Młodzieżowe
- Wicemistrzyni Europy U–20 (2006)
- Brązowa medalistka mistrzostw Europy U–18 (2004)
- Uczestniczka:
  - mistrzostw świata:
    - U–21 (2007 – 7. miejsce)
    - U–19 (2005 – 8. miejsce)

  - kwalifikacji do Eurobasketu U–18 (2004)